# Geophis godmani
Espèce
Statut de conservation UICN

 LC  : Préoccupation mineure
Geophis godmani  est une espèce de serpents de la famille des Dipsadidae.

## Répartition
Cette espèce se rencontre au Costa Rica et au Panama. Elle est présente entre 1 000 et 2 100 m d'altitude.

## Description
L'holotype de Geophis godmani mesure 400 mm dont 55 mm pour la queue. Cette espèce a la face dorsale brun noirâtre et la face ventrale jaunâtre. Quelques taches transversales brunes marquent sa queue et parfois également son ventre.

## Étymologie
Cette espèce est nommée en l'honneur de Frederick DuCane Godman.

## Publication originale
- Boulenger, 1894 : Catalogue of the Snakes in the British Museum (Natural History). Volume II., Containing the Conclusion of the Colubridæ Aglyphæ, p. 1-382 (texte intégral).